# Márcio Campos
Marcio Campos (Cruzília, 6 de março de 1974) é um jornalista brasileiro.

## Biografia
Aos cinco anos, Márcio mudou-se para Cruzeiro, no Vale do Paraíba, com sua família, que possuía um bar-restaurante, local onde aprendeu a lidar com o público.
No ano de 1992, passou a cursar jornalismo na Faculdade de Comunicação Social da Universidade de Taubaté. Já formado, tornou-ser repórter de diversas rádios, tais como Cultura, Cacique, Difusora, além de trabalhar no jornal Vale Paraibano.
Estreou na televisão na TV Alterosa de Varginha, afiliada do SBT. Já no ano de 1996, retornou à cidade de Taubaté, com o objetivo de atuar na Band Vale. Após três anos, chegou à Band São Paulo, e no ano seguinte, transferiu-se para a Rede Record, onde trabalhou em diversos telejornais, o último deles o Cidade Alerta, atuando com José Luís Datena. Após três anos, retornou à Band, continuando a atuar com Datena, agora, à frente do Brasil Urgente.
Em dezembro de 2008 lançou o livro A tragédia de Eloá – Uma sucessão de erros sobre o assassinato de Eloá Pimentel.
No dia 17 de junho de 2011, tornou-se apresentador do Primeiro Jornal, em substituição a Luciano Faccioli. Após deixar a apresentação do Primeiro Jornal, continuou apresentando eventualmente o Brasil Urgente. No dia 2 de junho de 2012 ganhou seu próprio telejornal, o Acontece.

## Filmografia
| Ano           | Nome               | Cargo                 | Emissora                 |
| ------------- | ------------------ | --------------------- | ------------------------ |
| 1995          | Jornal da Alterosa | Repórter              | TV Alterosa Sul de Minas |
| 1996-2000     | Rede Cidade        | Repórter              | Band Vale                |
| 2000-2003     | Cidade Alerta      | Repórter              | Rede Record              |
| 2000-2003     | Fala Brasil        | Repórter              | Rede Record              |
| 2003-2021     | Brasil Urgente     | Repórter              | Rede Bandeirantes        |
| 2011          | Primeiro Jornal    | Apresentador          | Rede Bandeirantes        |
| 2012          | Acontece           | Apresentador          | Rede Bandeirantes        |
| 2012-2020     | Brasil Urgente     | Apresentador eventual | Rede Bandeirantes        |
| 2021-presente | Jornal da Band     | Repórter              | Rede Bandeirantes        |
| 2021-presente | Jornal Terraviva   | Apresentador          | Terraviva                |